# Aleksander Czyż
Aleksander Maksymilian Orsztynowicz-Czyż (ur. 14 lutego 1986 w Warszawie) – polski aktor głosowy, raper oraz realizator dźwięku.

## Życiorys
Z polskim dubbingiem związany od 1998 roku. Jest absolwentem Państwowej Szkoły Muzycznej I stopnia – Zespołu Szkół Muzycznych im. Marcina Józefa Żebrowskiego w Częstochowie oraz Akademii Filmu i Telewizji w Warszawie.
Jego rodzicami byli Jacek Czyż, aktor telewizyjny, teatralny i dubbingowy oraz aktorka Hanna Orsztynowicz. Od 2007 roku występuje na scenie pod pseudonimem MXN. Swoją przygodę z rapem rozpoczynał na warszawskim Starym Mieście, w zespole Własny Styl Mowy, którego był współzałożycielem. W późniejszym czasie współtworzył kolektyw "We Dwóch". Obecnie prowadzi solową działalność muzyczną. Brał udział także w bitwach freestyle'owych takich jak: WBW, Bitwa o Remont, Bitwa o Chwile.
Od roku 2012 wspomaga na koncertach Onara, udzielając się jako jego Hypeman – w tej roli wspiera również zespół Płomień 81.
Zawodowo zajmuje się realizacją dźwięku. Jest właścicielem oficyny wydawniczej oraz studio nagraniowego Drezina Records.

## Polski dubbing
- 2019: Rymiś – Rymiś
- 2011: Harry Potter i Insygnia Śmierci: Część II – Draco Malfoy
- 2010: Harry Potter i Insygnia Śmierci: Część I – Draco Malfoy
- 2010: Zwyczajny serial – Thomas
- 2009: Harry Potter i Książę Półkrwi − Draco Malfoy
- 2009: Astro Boy – Mike Lodówa
- 2009: Noc w muzeum 2
- 2007: High School Musical 2
- 2007: Harry Potter i Zakon Feniksa – Draco Malfoy
- 2006: Storm Hawks – Piątak
- 2005: Roboty
- 2005: Harry Potter i Czara Ognia – Draco Malfoy
- 2004: 6 w pracy – Jude Lizowski
- 2004: Harry Potter i więzień Azkabanu – Draco Malfoy
- 2003: Dziewczyny i miłość
- 2002: Harry Potter i Komnata Tajemnic – Draco Malfoy
- 2002: Śnięty Mikołaj 2
- 2002: Mistrzowie kaijudo – Jamira
- 2000: Kruche jak lód: Walka o złoto

## Dyskografia
- Własny Styl Mowy - Za sobą „Widzę więcej” EP 2008/2009
- Własny Styl Mowy - „Promilandia” EP 2009/2010
- Projekt mxn/skillz „22+34” 2013
- W2H - „We Dwóch” EP 2014
- #86 EP 2015/2016
- „Międzyczas” EP 2019[1]
- „Mordeczka” EP 2020/2021
- "CZYŻYK" 2021

## Kierownictwo muzyczne
- Fangbone!
- Rick i Morty

## Teksty piosenek
- Rick i Morty
- Fangbone!